# The Marcus King Band

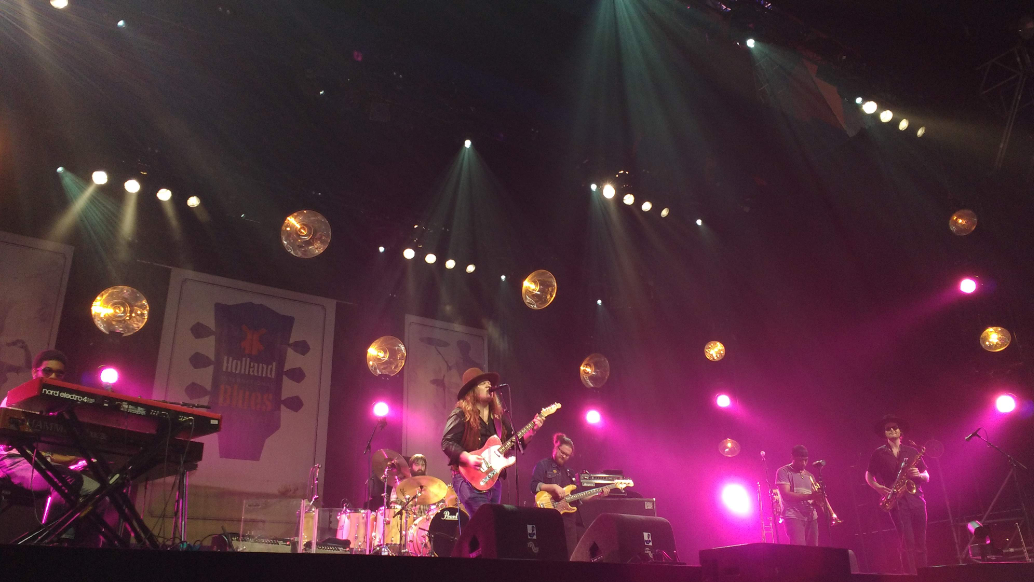
2018, Grolloo, Países Baixos

The Marcus King Band é uma banda liderada pelo cantor, compositor e guitarrista Marcus King. King cresceu em meio à cena blues em Greenville, Carolina do Sul, Estados Unidos, tocando desde adolescente com seu pai, o também músico de blues Marvin King.
The Marcus King Band lançou seu álbum de estréia, Soul Insight em 30 de outubro de 2015 pelo selo Evil Teen Records de Warren Haynes. Soul Insight chegou a número 8 na lista de discos de blues da Billboard.
O segundo álbum da banda, The Marcus King Band, primeiro pela Fantasy Records, foi lançado em 7 de outubro de 2016. O álbum foi produzido por Haynes e gravado no Carriage House Studios, em Stamford, Connecticut. The Marcus King Band chegou a número 2 na lista de discos de blues da Billboard.
Em 22 de agosto de 2018, a banda anunciou o lançamento se seu novo álbum, Carolina Confessions, para 5 de outubro do mesmo ano pela Fantasy Records. O álbum foi gravado no RCA Studio A em Nashville, e produzido e mixado por Dave Cobb. Apesar de não entrar na Billboard 200, foi o primeiro álbum da banda na lista Top Current Albums da Billboard americana, atingindo a posição 55, e novamente alcançando a posição 2 na lista de blues. O álbum também atingiu a posição 2 na lista Heatseekers Álbuns.

## Discografia

### Álbuns
- Soul Insight (2014), nº 8 Blues Albums Chart[7]
- The Marcus King Band (2016), nº 2 Blues Albums Chart
- Carolina Confessions (2018), nº 2 Blues Albums Chart

### EPs
- Due North EP (2017), nº 2 Blues Album Chart

### Singles
- "Homesick" (2018), nº 26 Adult Alternative Songs[8]